# جينينغز (لويزيانا)
جينينغز (بالإنجليزية: Jennings, Louisiana)‏ هي مدينة تقع في الولايات المتحدة في لويزيانا. يقدر عدد سكانها بـ 10,383 نسمة .

## التركيبة السكانية
حدّد مكتب تعداد الولايات المتحدة بيانات التركيبة السكانية لجينينغز في تعداد الولايات المتحدة. في ما يلي، التركيبة السكانية حسب تعدادي 2000 و2010.

### تعداد عام 2000
بلغ عدد سكان جينينغز 10,986 نسمة بحسب تعداد عام 2000، وبلغ عدد الأسر 4,090 أسرة وعدد العائلات 2,875 عائلة مقيمة في المدينة. في حين سجلت الكثافة السكانية 407 نسمة لكل كيلومتر مربع (1,054.1/ميل2). وبلغ عدد الوحدات السكنية 4,541 وحدة بمتوسط كثافة قدره 168.2 لكل كيلومتر مربع (435.6/ميل2).
وتوزع التركيب العرقي للمدينة بنسبة 70.42% من البيض و28% من الأمريكيين الأفارقة و0.37% من الأمريكيين الأصليين و0.29% من الأمريكيين ذوي الأصول الآسيوية و0.22% من الأعراق الأخرى و0.70% من عرقين مختلطين أو أكثر و0.92% من الهسبانيون أو اللاتينيون من أي عرق.
بلغ عدد الأسر 4,090 أسرة كانت نسبة 40.1% منها لديها أطفال تحت سن الثامنة عشر تعيش معهم، وبلغت نسبة الأزواج القاطنين مع بعضهم البعض 48.1% من أصل المجموع الكلي للأسر، ونسبة 18.4% من الأسر كان لديها معيلات من الإناث دون وجود شريك،  بينما كانت نسبة 3.8% من الأسر لديها معيلون من الذكور دون وجود شريكة وكانت نسبة 29.7% من غير العائلات. تألفت نسبة 26.3% من أصل جميع الأسر من عدة أفراد يعيشون في نفس المنزل ونسبة 12.9% كانت تتألف من شخص يعيش بمفرده يبلغ من العمر 65 عاماً أو أكثر. وبلغ متوسط حجم الأسرة المعيشية 2.61، أما متوسط حجم العائلات فبلغ 3.16.
بلغ العمر الوسطي للسكان 34.9 عاماً. وكانت نسبة 28.8% من القاطنين تحت سن الثامنة عشر، وكانت نسبة 9.3% بين الثامنة عشر والرابعة والعشرين عاماً، ونسبة 25.2% كانت واقعةً في الفئة العمرية ما بين الخامسة والعشرين والرابعة والأربعين عاماً، ونسبة 19.8% كانت ما بين الخامسة والأربعين والرابعة والستين، ونسبة 14.1% كانت ضمن فئة الخامسة والستين عاماً فما فوق. يوجد لكل 100 أنثى 86.3 ذكر، ويوجد لكل 100 أنثى في الثامنة عشر من عمرها فما فوق 80.2 ذكر.
بلغ متوسط دخل الأسرة في المدينة 24,410 دولارًا، أما متوسط دخل العائلة فبلغ 30,783 دولارًا. وكان متوسط دخل الذكور 26,630 دولارًا مقابل 19,010 دولارًا للإناث. وسجل دخل الفرد الخاص بالمدينة 12,357 دولارًا. وكانت نسبة 22.4% من العائلات ونسبة 26.2% من السكان تحت خط الفقر، وكان من هؤلاء نسبة 34.7% تحت سن الثامنة عشر ونسبة 18.1% في الخامسة والستين من العمر وما فوق.

### تعداد عام 2010
بلغ عدد سكان جينينغز 10,383 نسمة بحسب تعداد عام 2010، وبلغ عدد الأسر 3,900 أسرة وعدد العائلات 2,588 عائلة مقيمة في المدينة. في حين سجلت الكثافة السكانية 384.7 نسمة لكل كيلومتر مربع (996.4/ميل2). وبلغ عدد الوحدات السكنية 4,432 وحدة بمتوسط كثافة قدره 164.2 لكل كيلومتر مربع (425.3/ميل2).
وتوزع التركيب العرقي للمدينة بنسبة 68.45% من البيض و28.40% من الأمريكيين الأفارقة و0.31% من الأمريكيين الأصليين و0.24% من الأمريكيين ذوي الأصول الآسيوية و0.02% من سكان جزر المحيط الهادئ و0.63% من الأعراق الأخرى و1.96% من عرقين مختلطين أو أكثر و1.93% من الهسبانيون أو اللاتينيون من أي عرق.
بلغ عدد الأسر 3,900 أسرة كانت نسبة 35.4% منها لديها أطفال تحت سن الثامنة عشر تعيش معهم، وبلغت نسبة الأزواج القاطنين مع بعضهم البعض 40.6% من أصل المجموع الكلي للأسر، ونسبة 19.8% من الأسر كان لديها معيلات من الإناث دون وجود شريك،  بينما كانت نسبة 5.9% من الأسر لديها معيلون من الذكور دون وجود شريكة وكانت نسبة 33.6% من غير العائلات. تألفت نسبة 30.1% من أصل جميع الأسر من عدة أفراد يعيشون في نفس المنزل ونسبة 13.5% كانت تتألف من شخص يعيش بمفرده يبلغ من العمر 65 عاماً أو أكثر. وبلغ متوسط حجم الأسرة المعيشية 2.54، أما متوسط حجم العائلات فبلغ 3.14.
بلغ العمر الوسطي للسكان 38.0 عاماً. وكانت نسبة 25.8% من القاطنين تحت سن الثامنة عشر، وكانت نسبة 9.1% بين الثامنة عشر والرابعة والعشرين عاماً، ونسبة 22.5% كانت واقعةً في الفئة العمرية ما بين الخامسة والعشرين والرابعة والأربعين عاماً، ونسبة 25.1% كانت ما بين الخامسة والأربعين والرابعة والستين، ونسبة 17.4% كانت ضمن فئة الخامسة والستين عاماً فما فوق. وتوزع التركيب الجنسي للسكان بنسبة 48% ذكور و52% إناث.

## أعلام
- أل وودز
- هنتر بي. شيرلي
- يوجين جون هيبرت
- بات راب
- كارلتون إي. مورس